# جائزة وولف في الفنون
جائزة وولف للفنون هي جائزة تُمنح مرة في السنة من قِبَل مؤسسة وولف غير الربحية في إسرائيل. وهي واحدة من ست جوائز وولف التي تمنحها المؤسسة، وقد تم منحها منذ عام 1981؛ أما الآخرون فهم في الزراعة والكيمياء والرياضيات والطب والفيزياء، التي تُمنح منذ عام 1978. وتتناوب الجائزة سنوياً بين الرسم والموسيقى والعمارة والنحت.

## الحائزون على الجائزة[2]
| السنة  | المجال      | الحائزون على الجائزة                            | البلد                                                |
| ------ | ----------- | ----------------------------------------------- | ---------------------------------------------------- |
| 1981   | الرسم       | مارك شاغال أنتوني تابيس                         | روسيا / فرنسا · إسبانيا                              |
| 1982   | الموسيقى    | فلاديمير هورويتز أوليفييه مسيان جوزيف تال       | روسيا / الولايات المتحدة · فرنسا · إسرائيل           |
| 1983/4 | العمارة     | رالف إريسكن                                     | المملكة المتحدة / السويد                             |
| 1984/5 | النحت       | إدواردو كيليدا                                  | إسبانيا                                              |
| 1986   | الرسم       | جاسبر جونز                                      | الولايات المتحدة                                     |
| 1987   | الموسيقى    | إسحاق شتيرن كرزيستوف بينديريكي                  | الولايات المتحدة · بولندا                            |
| 1988   | العمارة     | فوميهيكو ماكي جيانكارلو دي كارلو                | اليابان · إيطاليا                                    |
| 1989   | النحت       | كلايس أولدنبورغ                                 | السويد / الولايات المتحدة                            |
| 1990   | الرسم       | أنسليم كييفر                                    | ألمانيا                                              |
| 1991   | الموسيقى    | يهودي مينوهين بيريو                             | الولايات المتحدة / المملكة المتحدة · إيطاليا         |
| 1992   | العمارة     | فرانك جيري يورن أوتسون دينيس لاسدون             | كندا / الولايات المتحدة · الدنمارك · المملكة المتحدة |
| 1993   | النحت       | بروس نومان                                      | الولايات المتحدة                                     |
| 1994/5 | الرسم       | جيرارد ريختر                                    | ألمانيا                                              |
| 1995/6 | الموسيقى    | زوبين ميهتا جورجي ليجتي                         | الهند · النمسا                                       |
| 1996/7 | العمارة     | فراي أوتو ألدو فان إيك                          | ألمانيا · هولندا                                     |
| 1998   | النحت       | جيمس توريل                                      | الولايات المتحدة                                     |
| 1999   | الرسم       | لم تُمنح الجائزة                                 |                                                      |
| 2000   | الموسيقى    | بيير بوليه ريكآردو موتي                         | فرنسا · إيطاليا                                      |
| 2001   | العمارة     | ألفارو سيزا                                     | البرتغال                                             |
| 2002   | النحت       | لم تُمنح الجائزة                                 |                                                      |
| 2002/3 | الرسم       | لويز بورجوازي                                   | فرنسا / الولايات المتحدة                             |
| 2004   | الموسيقى    | مستيسلاف روستروبوفيتش دانييل بارينبويم          | روسيا · الأرجنتين / إسرائيل                          |
| 2005   | العمارة     | جان نوفيل                                       | فرنسا                                                |
| 2006   | النحت       | لم تُمنح الجائزة                                 |                                                      |
| 2006/7 | الرسم       | مايكل أنجلو بيستوليتو                           | إيطاليا                                              |
| 2008   | الموسيقى    | جيا كانيكلي كلاوديو أبادو                       | جورجيا · إيطاليا                                     |
| 2010   | العمارة     | دافيد تشيبرفيلد بيتر أيزنمان                    | المملكة المتحدة · الولايات المتحدة                   |
| 2011   | الرسم       | روزيماري تروكيل                                 | ألمانيا                                              |
| 2012   | الموسيقى    | بلاثيدو دومينغو سيمون راتل                      | إسبانيا · المملكة المتحدة                            |
| 2013   | العمارة     | إدواردو سوتو دي مورا                            | البرتغال                                             |
| 2014   | النحت       | أولافور إلياسون                                 | الدنمارك                                             |
| 2015   | الموسيقى    | جيسي نورمان موراي بيرهيا                        | الولايات المتحدة · الولايات المتحدة                  |
| 2016   | العمارة     | فيليس لامبرت                                    | كندا                                                 |
| 2017   | الرسم-النحت | لوري أندرسون لورنس فيشر                         | الولايات المتحدة · الولايات المتحدة                  |
| 2018   | الموسيقى    | بول مكارتني آدم فيشر                            | المملكة المتحدة · المجر                              |
| 2019   | العمارة     | موشيه صفدي                                      | إسرائيل                                              |
| 2020   | الرسم-النحت | سيندي شيرمان                                    | الولايات المتحدة                                     |
| 2021   | الموسيقى    | ستيفي وندر أولغا نويورث                         | الولايات المتحدة · النمسا                            |
| 2022   | العمارة     | إليزابيث ديلر مومويو كايجيما يوشيهارو تسوكاموتو | الولايات المتحدة · اليابان · اليابان                 |
| 2023   | النحت       | فوجيكو ناكايا ريتشارد لونغ                      | اليابان · المملكة المتحدة                            |